# Pim Doesburg
Pim Doesburg (28. října 1943, Rotterdam – 18. listopadu 2020) byl nizozemský fotbalový brankář. Zemřel 18. listopadu 2020 ve věku 77 let na covid-19.

## Fotbalová kariéra
V nizozemské lize chytal za Spartu Rotterdam a PSV Eindhoven. Nastoupil v 687 ligových utkáních. V sezónách 1985/86 a 1986/87 s PSV Eindhoven vyhrál nizozemskou ligu a v roce 1966 vyhrál nizozemský pohár se Spartou Rotterdam. V Poháru vítězů pohárů nastoupil ve 14 utkáních a v Poháru UEFA nastoupil v 19 utkáních. Za nizozemskou reprezentaci nastoupil v letech 1967–1981 v 8 utkáních. Byl členem nizozemské reprezentace na Mistrovství světa ve fotbale 1978, kdy Nizozemí získalo stříbrné medaile za 2. místo, ale v utkání nenastoupil a zůstal mezi náhradníky. Byl členem nizozemské reprezentace na Mistrovství Evropy ve fotbale 1980, nastoupil v utkání proti Řecku, kdy střídal Pieta Schrijverse.

## Ligová bilance
| Ročník                    | Zápasy | Góly | Klub             |
| ------------------------- | ------ | ---- | ---------------- |
| Eredivisie 1962/63        | 27     | 0    | Sparta Rotterdam |
| Eredivisie 1963/64        | 29     | 0    | Sparta Rotterdam |
| Eredivisie 1964/65        | 19     | 0    | Sparta Rotterdam |
| Eredivisie 1965/66        | 30     | 0    | Sparta Rotterdam |
| Eredivisie 1965/67        | 32     | 0    | Sparta Rotterdam |
| Eredivisie 1967/68        | 28     | 0    | PSV Eindhoven    |
| Eredivisie 1968/69        | 34     | 0    | PSV Eindhoven    |
| Eredivisie 1969/70        | 31     | 0    | PSV Eindhoven    |
| Eredivisie 1970/71        | 33     | 0    | Sparta Rotterdam |
| Eredivisie 1971/72        | 34     | 0    | Sparta Rotterdam |
| Eredivisie 1972/73        | 34     | 0    | Sparta Rotterdam |
| Eredivisie 1973/74        | 34     | 0    | Sparta Rotterdam |
| Eredivisie 1974/75        | 32     | 0    | Sparta Rotterdam |
| Eredivisie 1975/76        | 32     | 0    | Sparta Rotterdam |
| Eredivisie 1976/77        | 34     | 0    | Sparta Rotterdam |
| Eredivisie 1977/78        | 33     | 0    | Sparta Rotterdam |
| Eredivisie 1978/79        | 33     | 0    | Sparta Rotterdam |
| Eredivisie 1979/80        | 34     | 0    | Sparta Rotterdam |
| Eredivisie 1980/81        | 34     | 0    | PSV Eindhoven    |
| Eredivisie 1981/82        | 34     | 0    | PSV Eindhoven    |
| Eredivisie 1982/83        | 32     | 0    | PSV Eindhoven    |
| Eredivisie 1983/84        | 20     | 0    | PSV Eindhoven    |
| Eredivisie 1984/85        | 2      | 0    | PSV Eindhoven    |
| Eredivisie 1985/86        | 0      | 0    | PSV Eindhoven    |
| Eredivisie 1986/87        | 1      | 0    | PSV Eindhoven    |
| CELKEM 1. nizozemská liga | 687    | 0    |                  |